# Facundo Nicolás Quiroga
Facundo Nicolás Quiroga (Garín, Provincia de Buenos Aires, Argentina, 16 de mayo de 1985) es un futbolista argentino. Juega como Defensor y su primer equipo fue Argentinos Juniors. Actualmente se desempeña en el Club Sportivo Estudiantes de San Luis del Torneo Federal A.

## Clubes
Actualizado el 23 de abril de 2023.
| Club                      | País      | Año           | PJ  | Goles |
| ------------------------- | --------- | ------------- | --- | ----- |
| Argentinos Juniors        | Argentina | 2005-2008     | 22  | 0     |
| Atlético Tucumán          | Argentina | 2009          | 2   | 0     |
| Fénix                     | Uruguay   | 2009          | 6   | 0     |
| Monagas S.C.              | Venezuela | 2010          | 12  | 0     |
| Sarmiento de Leones       | Argentina | 2011-2012     | 15  | 0     |
| Estudiantes de San Luis   | Argentina | 2012-2015     | 98  | 3     |
| Atlético Paraná           | Argentina | 2016-2017     | 29  | 0     |
| Estudiantes de San Luis   | Argentina | 2017-2020     | 67  | 3     |
| Cipolletti                | Argentina | 2021          | 2   | 0     |
| Ciudad Bolívar            | Argentina | 2021-2022     | 2   | 0     |
| Deportivo Armenio         | Argentina | 2022          | 14  | 1     |
| Ciudad Bolívar            | Argentina | 2022-2024     | 51  | 2     |
| Club Sportivo Estudiantes | Argentina | 2024-presente | 9   | 0     |
| Total                     |           |               | 272 | 9     |

## Palmarés
| Título              | Club                    | País      | Año  |
| ------------------- | ----------------------- | --------- | ---- |
| TDI 2012            | Estudiantes de San Luis | Argentina | 2012 |
| Argentino B 2012/13 | Estudiantes de San Luis | Argentina | 2013 |
| Federal A 2014      | Estudiantes de San Luis | Argentina | 2014 |